# Joseph Nuttin
Joseph Remi Nuttin (Zwevegem, 7 novembre 1909 – Lovanio, 23 dicembre 1988) è stato uno psicologo belga.

## Biografia
Dopo aver studiato teologia a Bruges e filosofia all'Università Cattolica di Lovanio, nel 1938 fu ordinato al sacerdozio e successivamente divenne canonico onorario. Nel 1941 ottenne il dottorato di ricerca con una tesi sulla legge dell'effetto e sul ruolo del compito nell'apprendimento, dal titolo De wet van het effect en de rol van de taak in het leerproces, preparata sotto la supervisione di Albert Michotte. Da quell'anno iniziò a insegnare a Lovanio psicologia sperimentale, psicologia della personalità e psicologia sociale, ottenendo la nomina a professore ordinario nel 1946. Fu cofondatore della società belga di psicologia e della sua rivista scientifica Psychologica Belgica; nel 1968, a seguito della scissione dell'ateneo, divenne il primo preside della Facoltà indipendente di psicologia e scienze dell'educazione della Katholieke Universiteit Leuven. Nel 1972 partecipò al convegno internazionale "Recenti sviluppi nella psicologia dell'apprendimento" organizzato da Ettore Caracciolo presso il Centro Europeo dell'Educazione di Villa Falconieri a Frascati; tra gli altri invitati ci furono Fred Simmons Keller, Hans Eysenck, Marcello Cesa-Bianchi e Isaías Pessotti. Nel 1975 gli fu assegnato il premio Solvay per i suoi contributi alle scienze del comportamento; si ritirò dalla vita accademica nel 1980.
Zio dello psicologo Jozef Nuttin, la sua attività di ricerca scientifica si focalizzò in maniera particolare sui problemi riguardanti la motivazione e l'apprendimento, arrivando a concepire una teoria della personalità.

## Opere
- Joseph Remi Nuttin, Psychanalyse et conception spiritualiste de l'homme, 1950.
  -  Luigi Calonghi e Pier Giovanni Grasso (a cura di), Psicanalisi e personalità, Torino, Edizioni Paoline, 1953.
- Joseph Remi Nuttin, Tendences nouvelles dans la psychologie contemporaine, 1951.
- Joseph Remi Nuttin, Tâche, échec et réussite, 1953.
  -  Norberto Galli (a cura di), Comportamento e personalità, traduzione di Luigi Baraldini, Zurigo, PAS-Verlag, 1964.
- Joseph Remi Nuttin, La structure de la personnalité, 1965.
  -  La struttura della personalità, traduzione di Norberto Galli, Roma, Edizioni Paoline, 1967.
- Joseph Remi Nuttin, Théorie de la motivation humaine, Parigi, Presses universitaires de France, 1980.
  -  Teoria della motivazione umana, Roma, Armando Editore, 1983.
- Joseph Nuttin, Motivation et perspective d'avenir, Presses Universitaires de Louvain, 1980.
  - Motivazione e prospettiva futura, traduzione di Dina Turco, a cura della Prof.ssa Perucca Paparella, Roma LAS 1992.